# Seepark Lünen

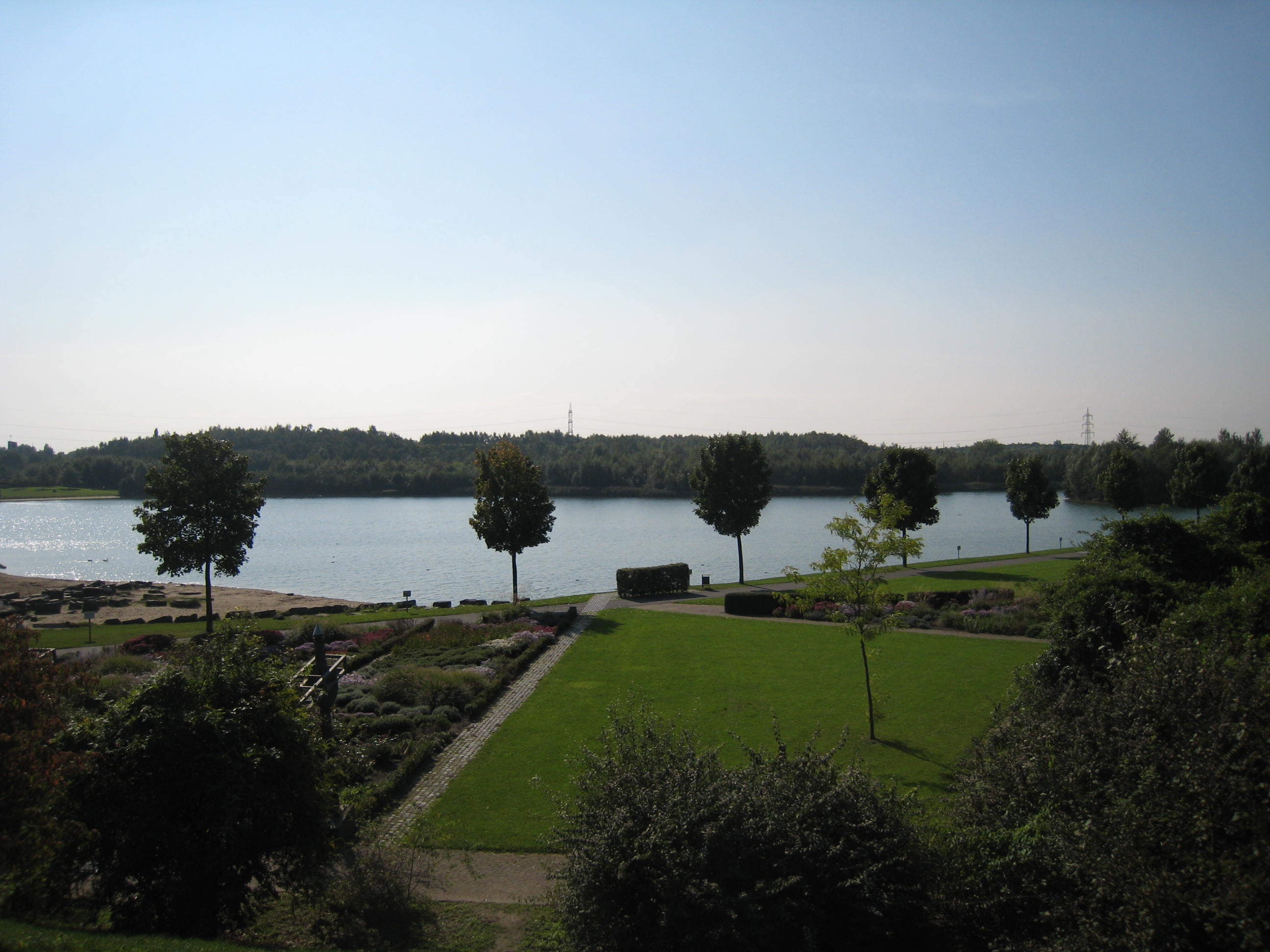
Der Horstmarer See

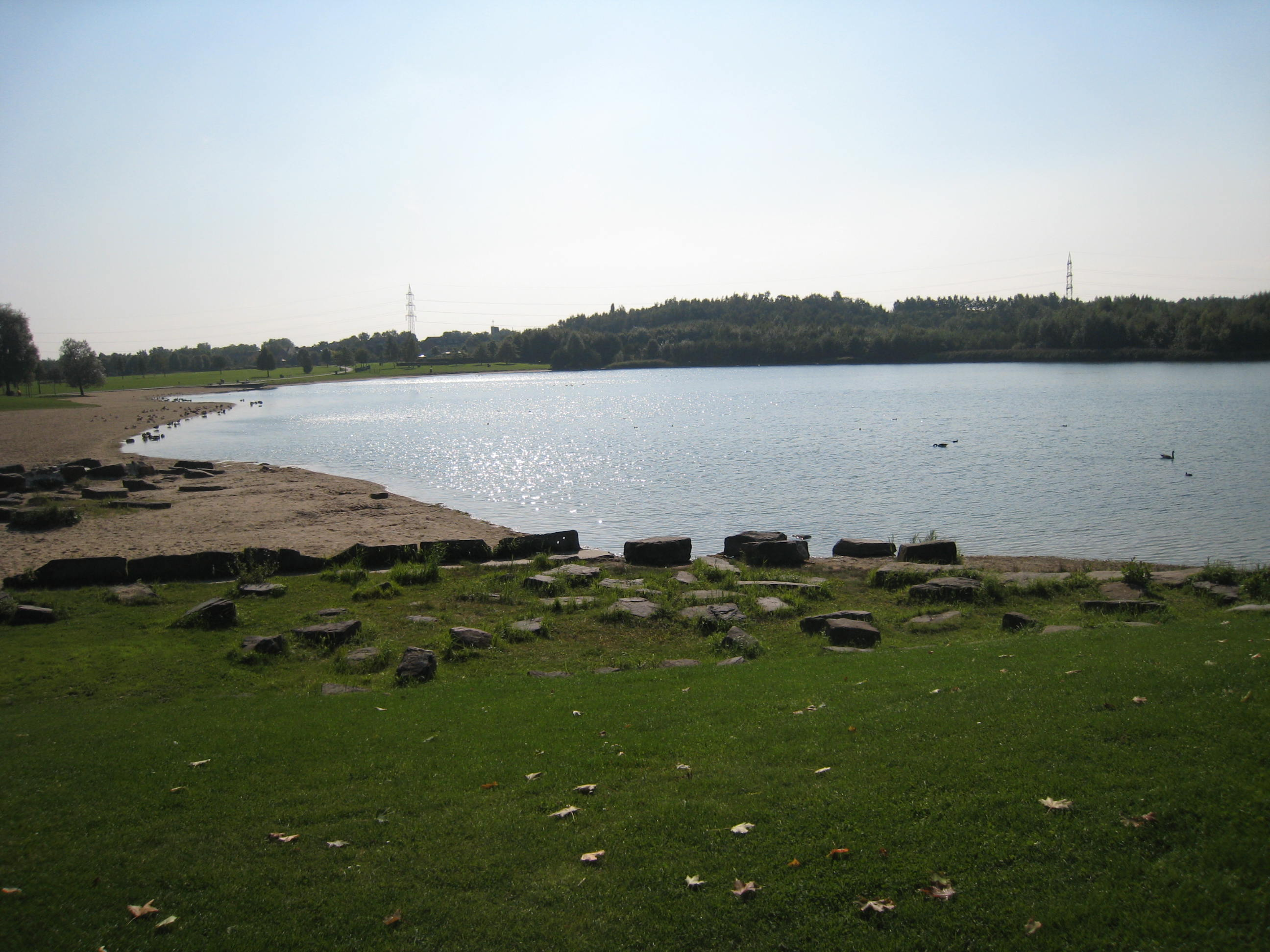
Das Strandbad am See

Der Seepark Lünen ist eine Parklandschaft im Lüner Ortsteil Horstmar.
Der Park entstand im Rahmen der nordrhein-westfälischen Landesgartenschau 1996, der Hauptteil auf ehemaligem Ackerland, einige Außenbereiche auf ehemaligen Industriebrachen. Das Hauptgelände des Seeparks Lünen grenzt unmittelbar an den Datteln-Hamm-Kanal und die Seseke. Der Park hat eine Gesamtfläche von 63 Hektar.
Eines der wesentlichen Elemente des Parks bildet der Horstmarer See mit einer Wasserfläche von neun Hektar. Der südliche und westliche Teil des Sees sind als Naturschutzgebiet ausgewiesen, während das Nordostufer als Strandbad dient. Daneben wurde das sogenannte Horstmarer Loch ausgehoben und geformt, an dessen Westrand ein Amphitheater mit Grasstufen sowie am Nordost-Rand ein Geröllhang mit der Kommunistenkurve (siehe unten) angelegt wurde. Südlich des Sees liegt hinter dem Naturschutzbereich die Preußenhalde, eine Abraumhalde der ehemaligen Zeche Preußen, die ebenfalls im Zuge der Landesgartenschau für die Freizeitnutzung umgestaltet wurde.
Der Park setzt sich in zwei Abschnitten östlich der Preußenstraße fort. Hier finden sich unter anderem die Ruinen einer alten Ziegelei und die Pyramide, eine bewachsene, speziell geformte Aufschüttung am Rande alter Backsteinmauern, die durch eine Stahlspitze in Pyramidenform gekrönt wird.
Im Oktober 2007 wurde in einem Teil des Seeparks die erste Discgolf-Anlage in Nordrhein-Westfalen eingeweiht und bereichert seitdem das Freizeitangebot.
Der Seepark Lünen und die Preußenhalde sind Teil der Route der Industriekultur.

## Kommunistenkurve
Etwas versteckt findet sich am Rand des Horstmarer Lochs ein sehenswertes Kunstwerk, die sogenannte „Kommunistenkurve“.
Neun Büsten aus der ehemaligen Sowjetunion haben, statt im Schmelzofen zu landen, hier eine neue Heimat gefunden. 

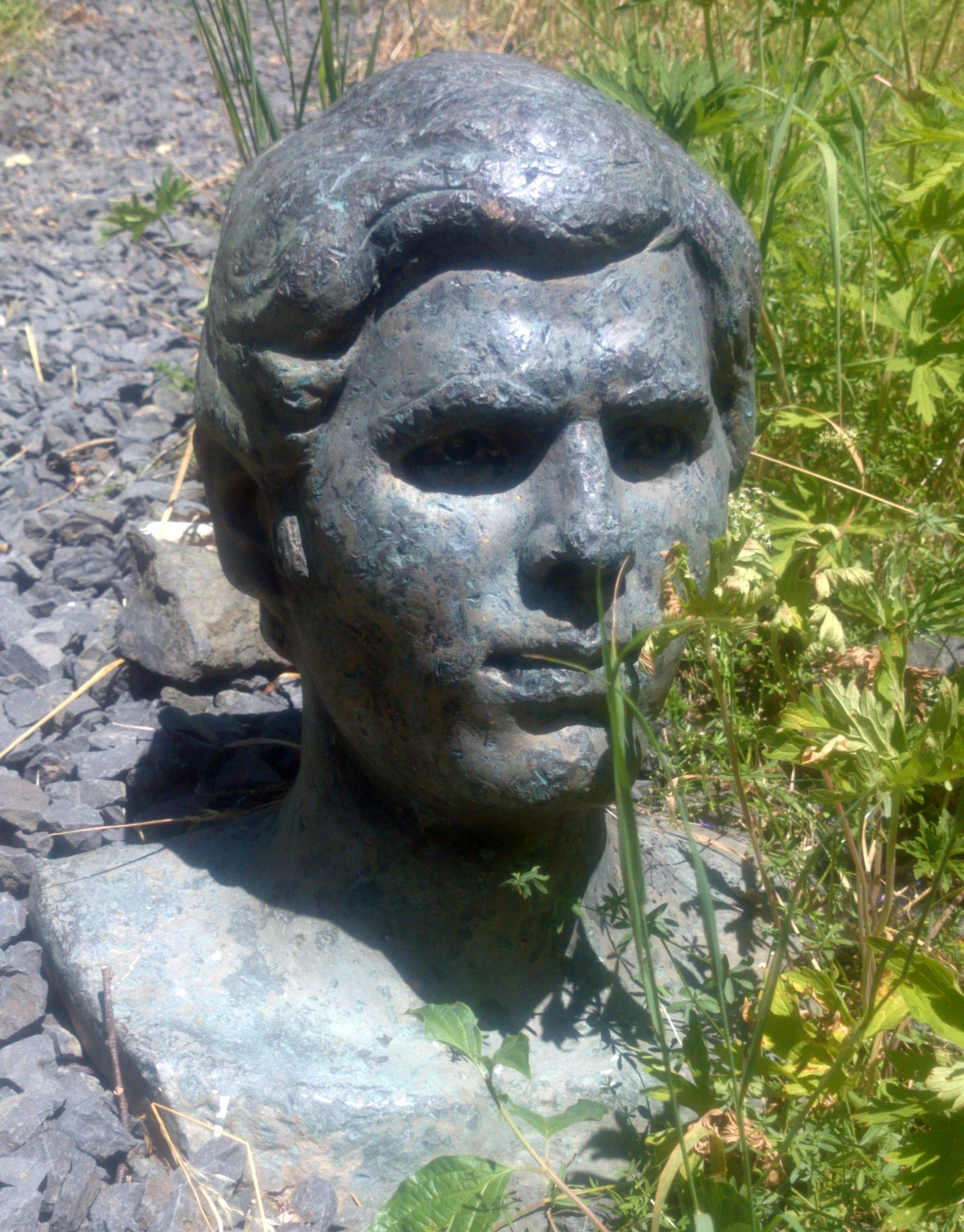
Figur von Sergei Alexandrowitsch Jessenin in der Kommunistenkurve des Seeparks Lünen
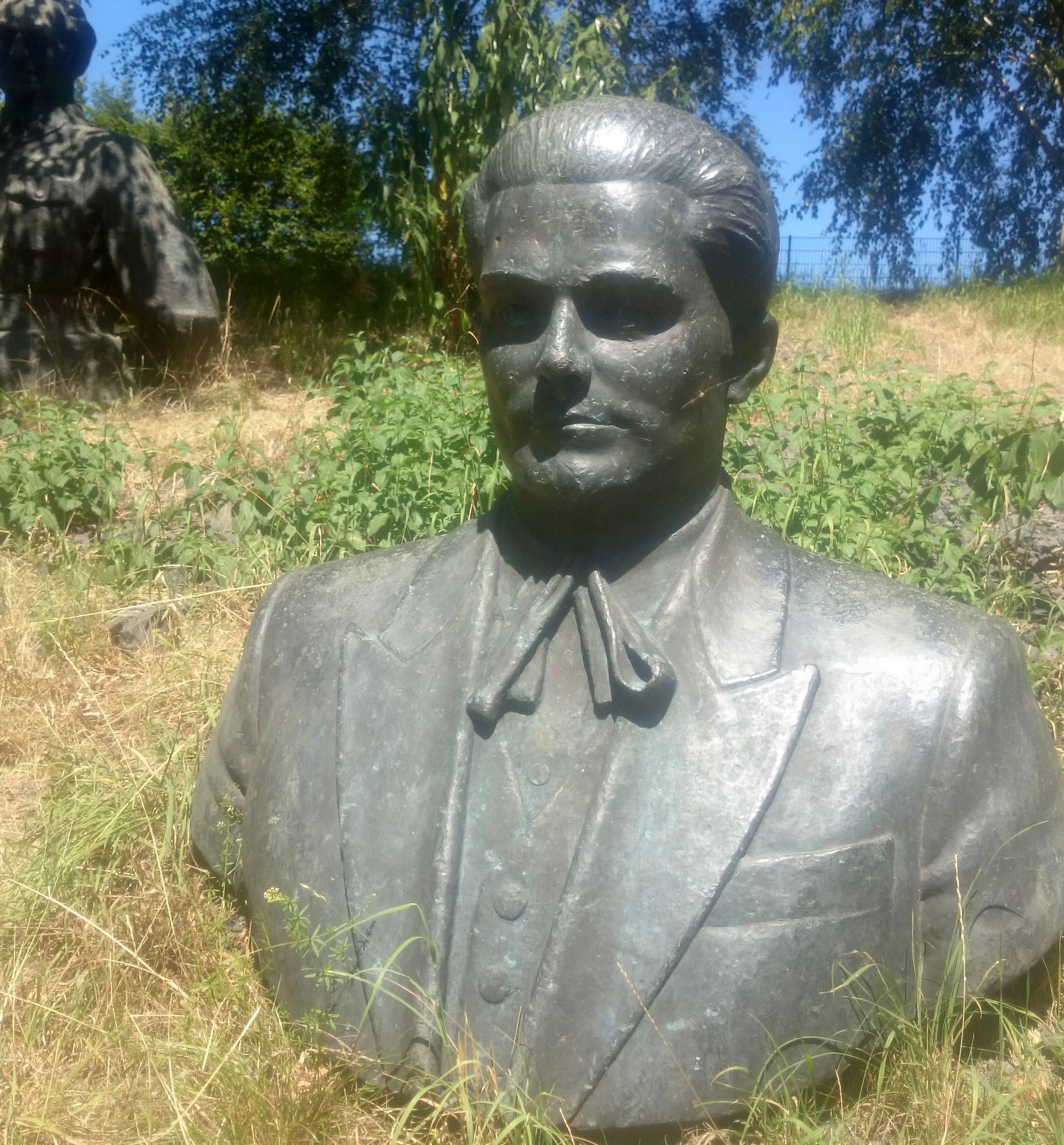
Unbekannte Figur in der Kommunistenkurve des Seeparks Lünen
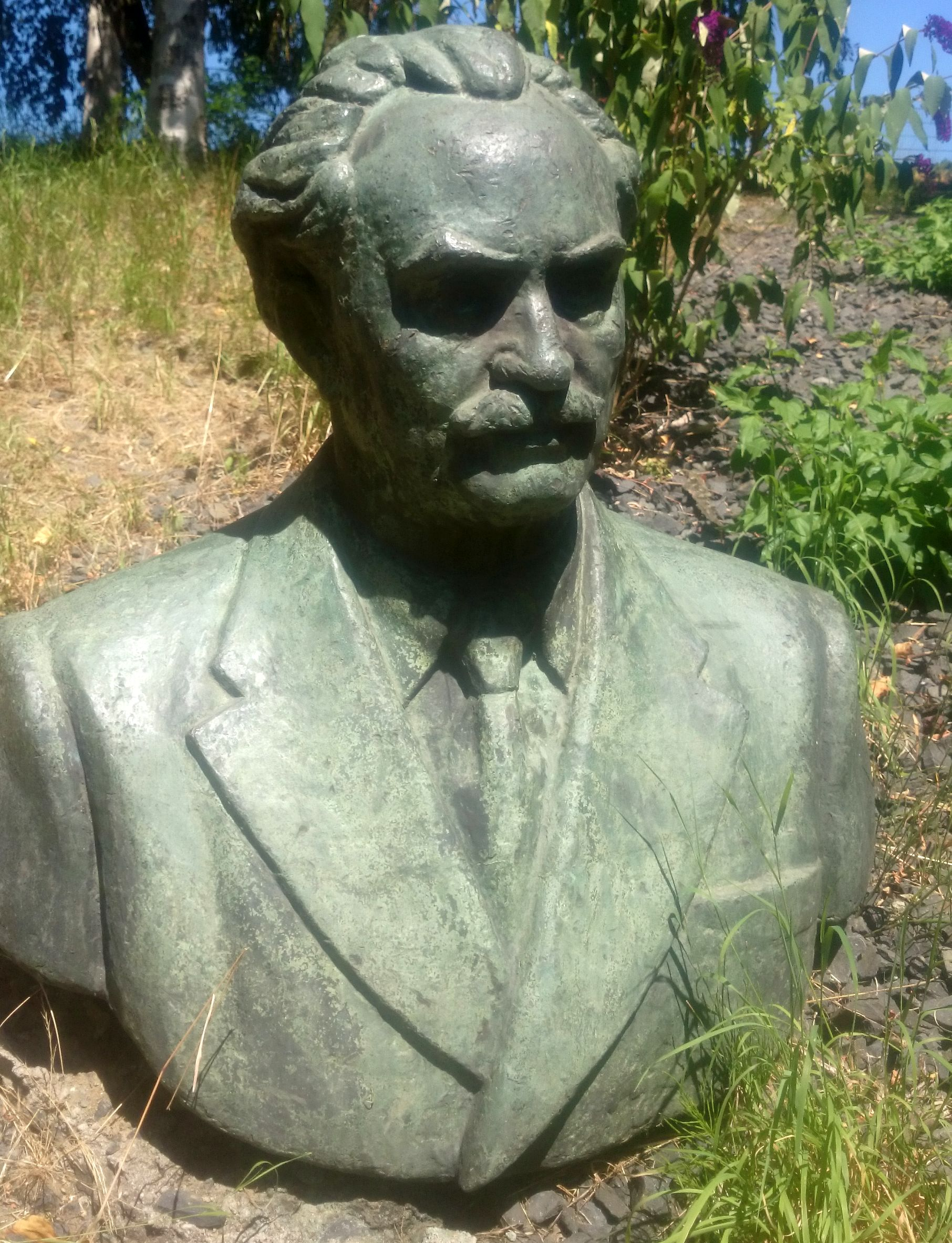
Figur von Georgi Dimitroff in der Kommunistenkurve des Seeparks Lünen
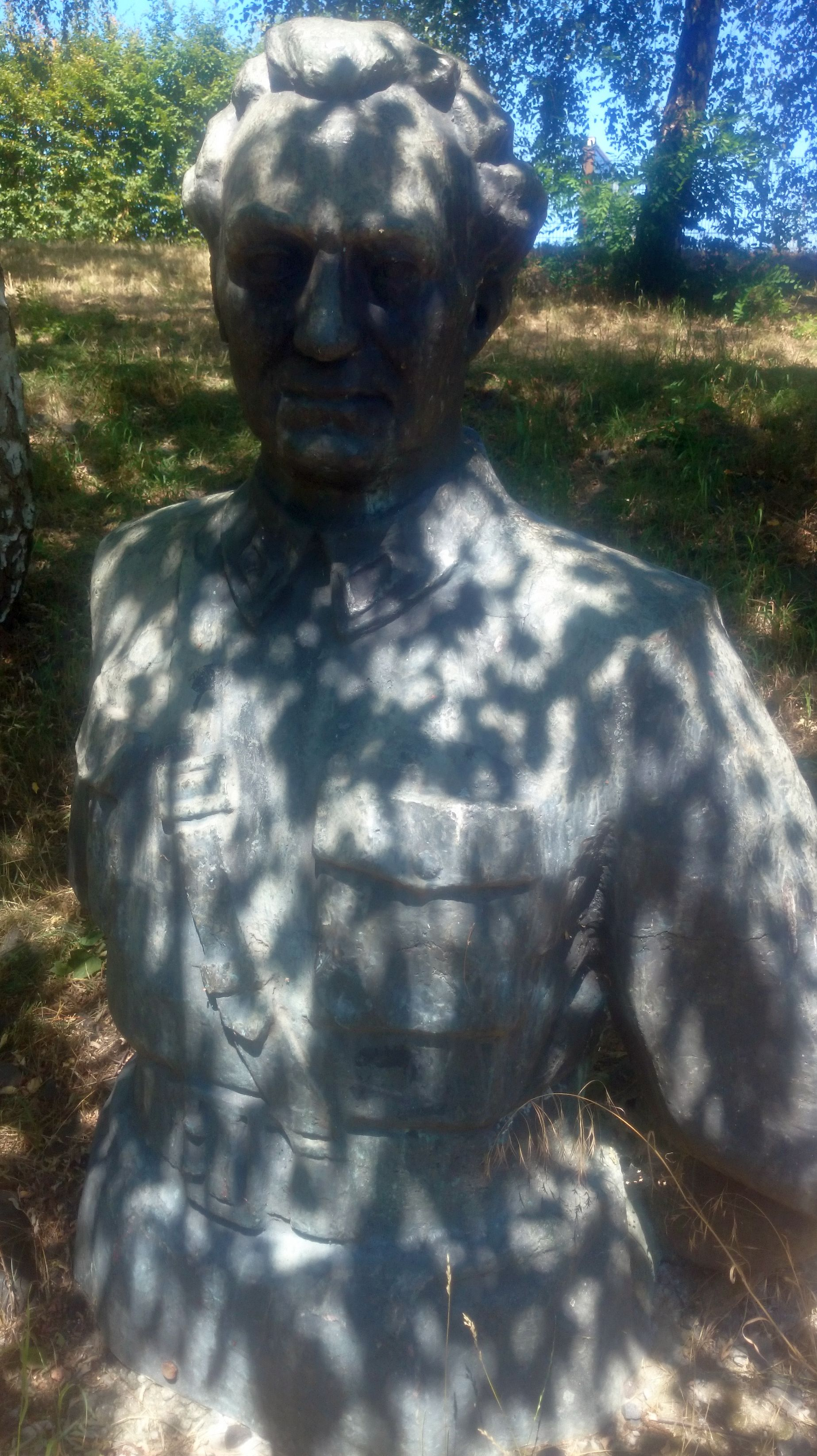
Figur von Anastas Mikojan in der Kommunistenkurve des Seeparks Lünen
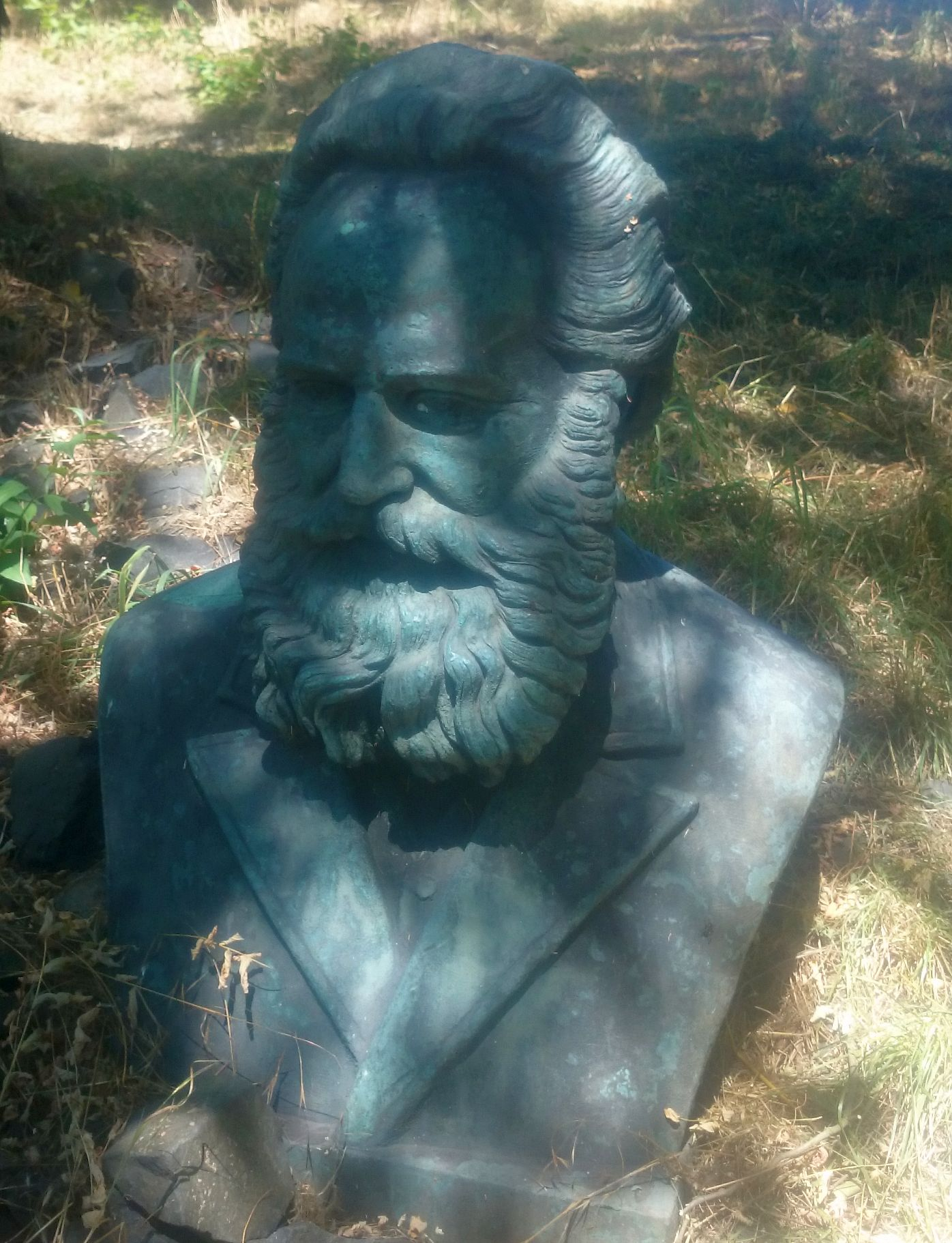
Unbekannte Figur in der Kommunistenkurve des Seeparks Lünen
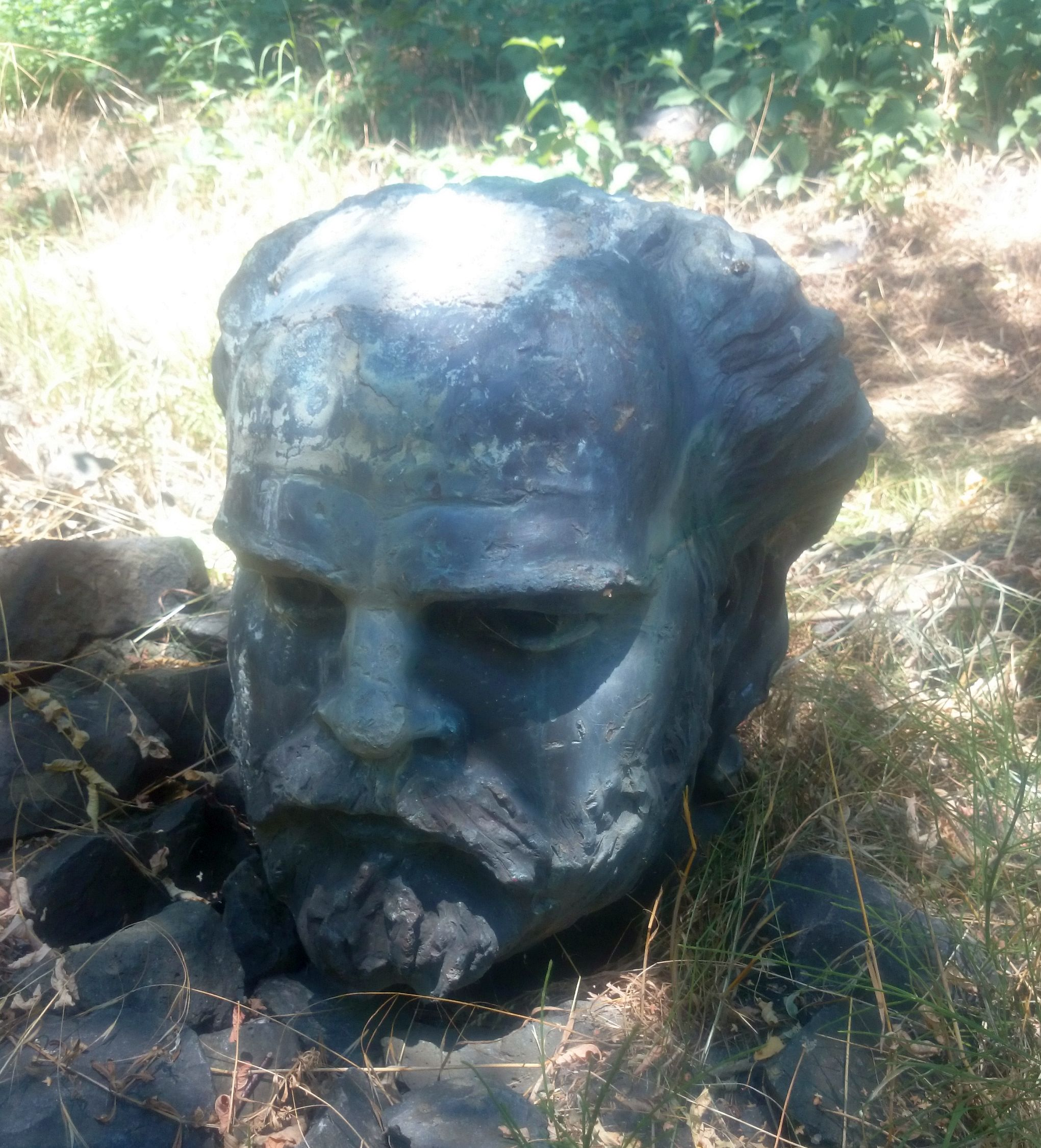
Unbekannte Figur in der Kommunistenkurve des Seeparks Lünen
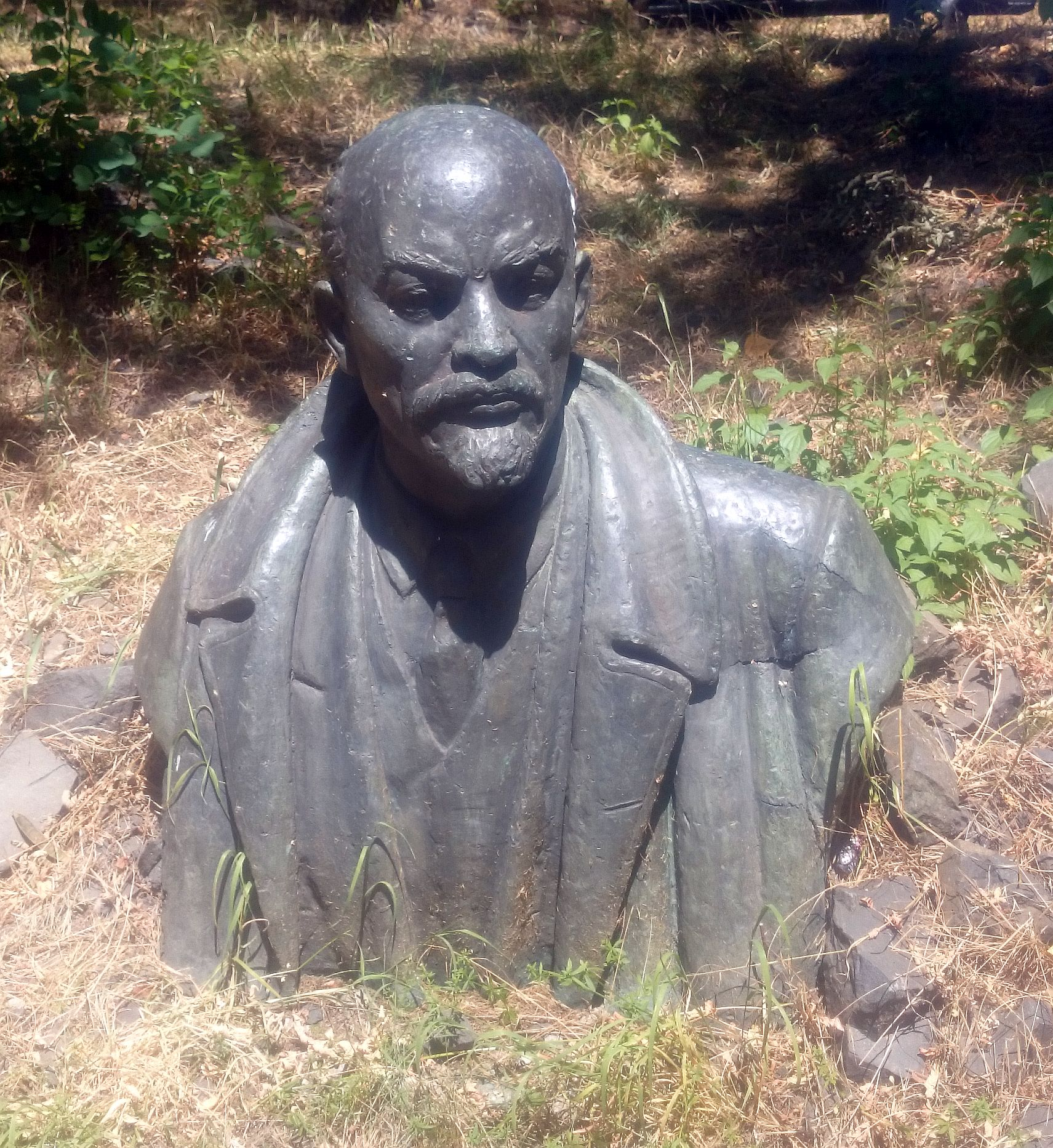
Figur von Wladimir Iljitsch Lenin in der Kommunistenkurve des Seeparks Lünen
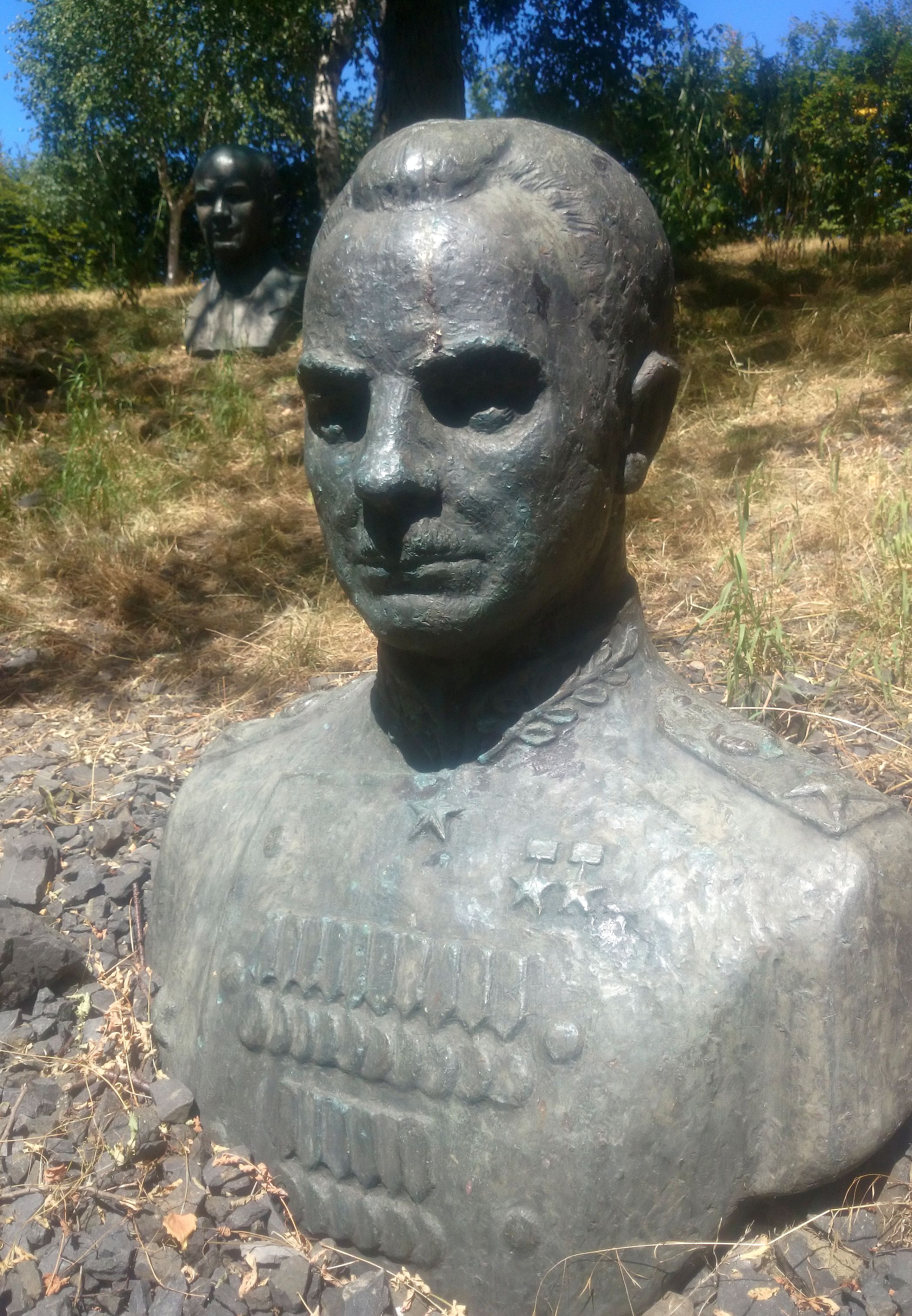
Figur von Kliment Jefremowitsch Woroschilow in der Kommunistenkurve des Seeparks Lünen
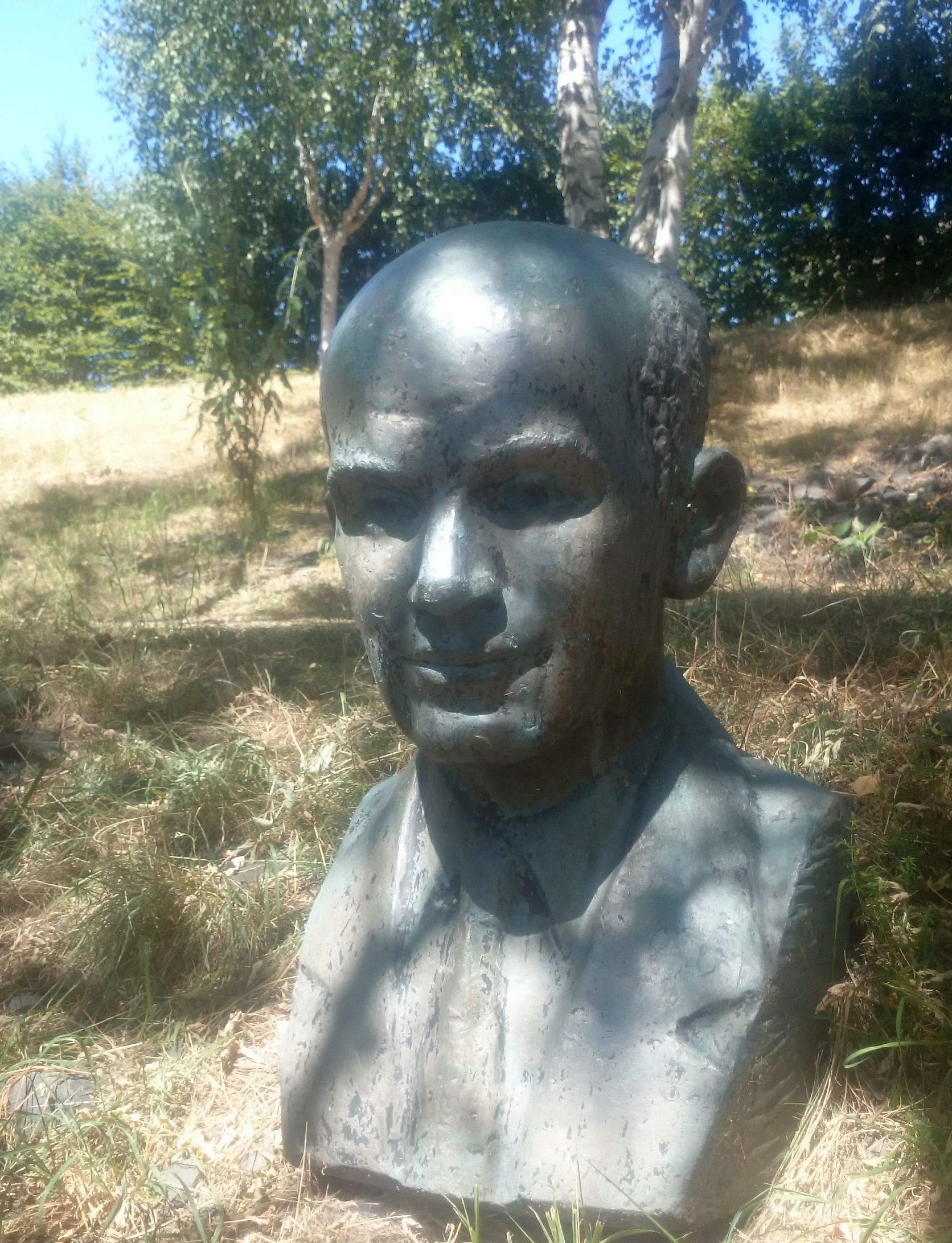
Figur von Ernst Thälmann in der Kommunistenkurve des Seeparks Lünen